# 프라이드 그린 토마토
《프라이드 그린 토마토》(영어: Fried Green Tomatoes)는 미국에서 제작된 존 애브넷 감독의 1991년 코미디 드라마 영화이다. 배우이자 작가인 패니 플래그가 1987년에 펴낸 소설을 캐럴 소비에스키가 각색하였다. 캐시 베이츠, 메리 스튜어트 매스터슨, 메리루이즈 파커, 제시카 탠디 등이 출연하였고, 조던 커너 등이 제작에 참여하였다.
1992년 제64회 아카데미상에서 여우조연상(제시카 탠디), 각색상 후보에, 제49회 골든 글로브상에서 뮤지컬·코미디 부문 작품상, 여우주연상(캐시 베이츠), 여우조연상(탠디) 후보에 올랐다. 1993년 제46회 영국 아카데미 영화상에서는 베이츠와 탠디에게 적용되는 후보 지명 항목이 재조정되어 탠디가 여우주연상 후보 자리에 가고, 베이츠는 여우조연상 후보 명단에 들어갔다.
이 영화 덕분에 약 0.6 cm 두께로 썰어 낸 풋토마토에 옥수수 가루를 묻혀 베이컨 기름에 튀겨내는 프라이드 그린 토마토가 남부를 대표하는 미식 중 하나로 알려지게 되었다.

## 줄거리
1980년대. 버밍햄에 사는 소심한 40대 가정주부 에벌린은 부부 생활이 위기를 맞은 가운데 남편 에드의 친척이 입소한 앨라배마주 양로원을 방문했다가 역시 그곳에 거주하는 니니 스레드굿과 알게 된다.
니니는 여러 차례에 걸쳐 현재는 버려진 마을인 휘슬 스톱에 얽힌 옛 이야기를 들려준다.
전간기의 어느 한 때. 톰보이 이지의 오빠 버디가 기차에 치여 숨진 뒤 버디의 여자친구 루스는 밸도스타로 이주해 프랭크와 결혼한다. 그러나 프랭크는 임신한 루스를 학대하고, 이를 알게 된 이지는 빅 조지 등 친구들과 합심해 루스를 데리고 나온다. 태어난 아기는 버디 주니어라는 이름을 받는다.
루스와 이지는 이지 아버지가 빌려온 돈으로 식당 "휘슬 스톱 카페"를 열고, 집안 요리사 십시와 그 아들 빅 조지를 고용한다. 빅 조지가 굽는 바비큐는 특히 인기를 끈다. 그러나 식당에서 흑인들 식사 주문도 받자 백인 주민들 사이에 논란이 야기되고, 프랭크는 쿠 클럭스 클랜을 이끌고 식당에 나타나 빅 조지를 린치하려고 한다. 그러나 보안관 그레이디가 이들을 물리친다.
나중에 아들 버디 주니어를 납치하려고 되돌아온 프랭크는 누군가 머리 위에 내리친 무쇠 프라이팬에 맞아 쓰러지고, 이후 실종된다.
5년 후 프랭크의 트럭이 인근 강에서 발견돼 이지와 빅 조지가 용의자로 몰리고 재판에 넘겨진다. 하지만 마을 목사 스크로긴스가 선서 공술 때 성경 대신 모비딕에 대고 맹세한 뒤 이지와 빅 조지가 자신이 연 부흥회에 있었다고 거짓 증언을 한다. 프랭크 시체가 발견되지 않았다는 점도 참작하여 판사는 이를 사고사로 종결한다.
곧 루스는 말기암으로 밝혀지고 사망한다. 기차가 더 이상 휘슬 스톱을 경유하지 않으면서 식당은 문을 닫고 주민들은 흩어진다.
니니가 들려준 얘기에 고무된 에벌린은 주도적으로 살기로 결심한다. 결혼을 지키려고 억지로 다니던 수업도 그만두고 자기 계발을 시작하고, 집도 개조한다. 에드가 본인 잘못을 깨달으면서 부부는 다시 사이가 좋아진다.
양로원을 나온 니니는 당국에서 자택을 주거 부적격 판정하고 통보없이 헐어버렸다는 걸 알게 된다. 에벌린은 니니에게 같이 살자고 제안하고 니니는 이를 받아들인다. 니니는 프랭크가 실은 십시에게 맞아 사망했으며 빅 조지가 바비큐로 요리해 이들을 집요하게 수사하던 경찰에게 먹여 증거를 인멸했다고 말해준다.
영화는 니니가 곧 이지라는 걸 암시하며 끝난다.

## 출연
- 캐시 베이츠 - 에벌린 카우치 역
- 메리 스튜어트 매스터슨 - 이머전 "이지" 스레드굿 역
- 메리루이즈 파커 - 루스 제이미슨 역
- 제시카 탠디 - 니니 스레드굿 역
- 시슬리 타이슨 - 십시 역
- 크리스 오도널 - 버디 스레드굿 역
- 스탠 쇼 - 빅 조지 역
- 게일러드 사테인 - 에드 카우치 역
- 게리 바사라바 - 그레이드 킬고어 보안관 역
- 로이스 스미스 - 마마 스레드굿 역
- 리처드 릴리 - 스크로긴스 목사 역
- 레이노어 샤인 - 커티스 스무트 역
- 그레이스 저브리스키 - 이바 베이츠 역
- 닉 서시 - 프랭크 베넷 역
- 콘스턴스 슐먼 - 미시 역

## 기타 제작진
- 공동 제작: 마틴 휴버티, 리사 린드스트럼, 릭 론델
- 배역: 데이비드 루빈
- 미술: 바버라 링
- 의상: 엘리자베스 맥브라이드